# Уест Мидландс (графство)
 Тази статия е за графството.  За региона вижте Уест Мидландс (регион).  
Уест Мидландс (на английски: West Midlands) е административно метрополно графство в Западна Англия. Влиза в границите на едноименния регион (съвпадението в названията понякога е объркващо). В състава на графството са градовете Бирмингам, Улвърхамптън и Ковънтри, както и разположените между тях урбанизирани райони.
В графството има 7 административни окръга.
|  | 1. Улвърхамптън 2. Дъдли 3. Уолсол 4. Сандуел 5. Бирмингам 6. Солихол 7. Ковънтри |